# Ambwene Simukonda
Ambwene Simukonda (ur. 23 marca 1984 w Blantyre) – malawijska lekkoatletka, sprinterka.
Brała udział w biegu na 400 metrów na Letnich Igrzyskach Olimpijskich 2012, odpadając w eliminacjach.